# Journal of Climate
Das Journal of Climate ist eine monatlich erscheinende begutachtete wissenschaftliche Fachzeitschrift, die seit 1988 von der American Meteorological Society herausgegeben wird. Sie publiziert Original-Research-Artikel zu meteorologischen Themen wie großflächigen Veränderungen im Klimasystem, in der Erdatmosphäre, im Ozean oder an Land sowie zur Klimavorhersage und Klimasimulation. Review-Artikel werden nur in seltenen Fällen auf Einladung bzw. Genehmigung der Herausgeber veröffentlicht.
Der Impact Factor lag im Jahr 2016 bei 4,161, der fünfjährige Impact Factor bei 5,345. Damit lag die Zeitschrift beim zweijährigen Impact Factor auf Rang 10 von 85 wissenschaftlichen Zeitschriften in der Kategorie „Meteorologie und Atmosphärenwissenschaften“.